# Kopernik (Gliwice)
Kopernik – dzielnica miasta Gliwice od 1979 roku (nazwa urzędowa – Osiedle Kopernika). Jest jednostką pomocniczą gminy zgodnie z art. 5 ustawy o samorządzie gminnym. Mieszkańcy powołują radę dzielnicy, mającą prawo wyrażania opinii wobec władz miasta.

## Informacje ogólne
Na terenie osiedla znajduje się między innymi osiedle mieszkaniowe Mikołaja Kopernika, Kąpielisko Leśne oraz część Lasu Łabędzkiego.
Osiedle mieszkaniowe Mikołaja Kopernika budowano w latach 70. i na początku lat 80. XX w. na terenach należących dawniej do wsi Szobiszowice. Wznoszono je na stoku, opadającym łagodnie ku południowemu zachodowi, ku dolinie Kłodnicy, pomiędzy ulicą Toszecką a torami linii kolejowej w kierunku Wrocławia. Zaprojektowany układ drogowy nie przewidywał przejezdności przez osiedle: wszystkie dojazdy miały zbiegać się w miarę promieniście w jego centrum. Projekt nie przewidywał również m.in. budowy na terenie osiedla garaży ani miejsc garażowych w budynkach. Budynki mieszkalne stawiano w technologii wielkopłytowej, o wysokości 4, 5, 8 i 11 kondygnacji. Część z nich budowały spółdzielnie mieszkaniowe, a część duże gliwickie zakłady pracy. W centralnej części osiedla wzniesiono dwukondygnacyjny pawilon handlowo-usługowy. Część obiektów handlowo-usługowych zlokalizowano w parterowych kondygnacjach sąsiadujących budynków mieszkalnych. Obecnie (2021 r.) największą częścią budynków administruje Spółdzielnia Mieszkaniowa "Kopernik", częścią Spółdzielnia Mieszkaniowa Politechniki Śląskiej, a pozostałymi lokalne wspólnoty mieszkaniowe.
30 czerwca 2018 roku na terenie dzielnicy mieszkało 10 312 mieszkańców.

## Ulice
Ulice na terenie dzielnicy noszą nazwy związane z astronomią i kosmosem. Nazwy pochodzą od gwiazd, gwiazdozbiorów, planet, czy astronomów. Znajdują się między innymi takie ulice jak: Kopernika, Wielkiej Niedźwiedzicy, Gwiazdy Polarnej, Andromedy, Jowisza, Saturna, Oriona, Bereniki (dot. gwiazdozbioru Warkocz Bereniki), Perseusza, Centaura, a także ronda: Gwiezdne i Księżycowe. Kładka Heweliusza, poprowadzona nad torami linii kolejowej biegnącej w kierunku Wrocławia, łączy osiedle z ulicą Portową.

## Edukacja
Na terenie dzielnicy znajdują się następujące placówki oświatowe:
- Przedszkole Miejskie nr 17 (ZSP nr 2)
- Szkoła Podstawowa nr 12 (ZSP nr 2)
- Szkoła Podstawowa nr 19 (ZSO nr 8)
- III Liceum Ogólnokształcące im. Wincentego Styczyńskiego (ZSO nr 8)

## Kościoły i kaplice
Na terenie osiedla znajduje się Parafia Matki Boskiej Kochawińskiej, gdzie został wzniesiony Kościół Matki Boskiej Kochawińskiej, znajdujący się pod opieką Zakonu Jezuitów. Parafia powstała w 1994 roku po wydzieleniu jej z Parafii Świętego Bartłomieja w Gliwicach. Budowę kościoła rozpoczęto w 1992 roku, a pierwsza msza odbyła się w 2001 roku. W ołtarzu głównym znajduje się obraz Matki Bożej Kochawińskiej przywieziony do parafii z Kochawiny. Kościół jest cały czas modernizowany, w planach jest budowa "dolnego kościoła" (w przyziemiu obecnej budowli).
Na terenie parafii działa wiele wspólnot religijnych dla dzieci, młodzieży i dorosłych. Organizowane są liczne pielgrzymki krajowe i zagraniczne. Parafia jest również celem podróży pielgrzymów z całego świata między innymi z Niemiec i Ukrainy, którzy przyjeżdżają czcić obraz. 

## Turystyka

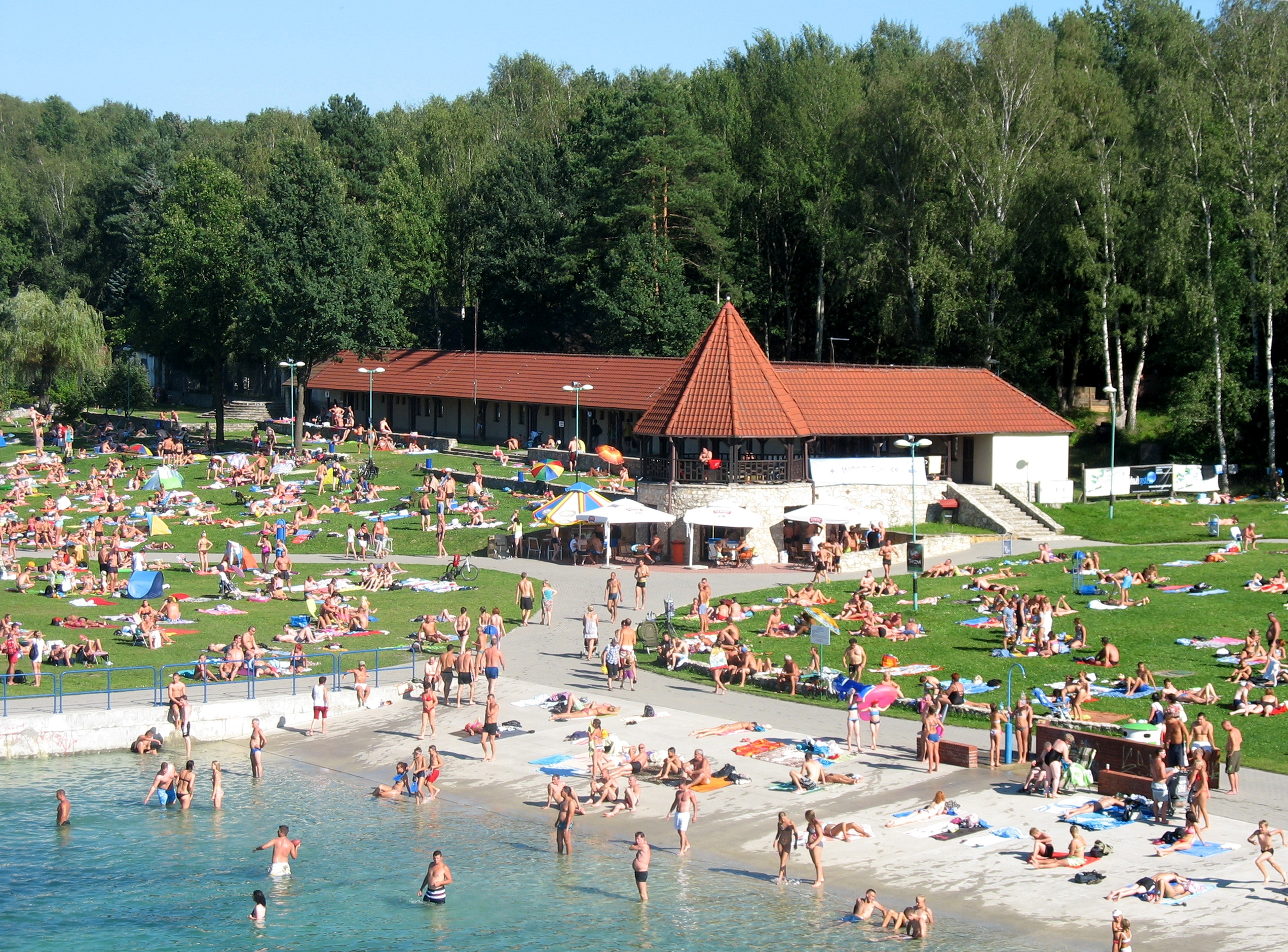
Kąpielisko Leśne w Gliwicach

Przez osiedle przebiega szlak turystyczny:  – Szlak Okrężny wokół Gliwic. 
Dzielnica otoczona jest drogami rowerowymi, które prowadzą w kierunku Centrum, Osiedla Sikornik, Łabęd, Osiedla Obrońców Pokoju. W 2017 roku przy ulicy Gwiazdy Polarnej powstała wypożyczalnia rowerów wchodząca w skład Gliwickiego Roweru Miejskiego. Na osiedlu znajdują się również dwie samoobsługowe stacje naprawy rowerów.
Na terenie dzielnicy znajduje się kompleks wypoczynkowo-rekreacyjny Kąpielisko Leśne. W skład obiektu wchodzą 3 otwarte baseny, brodzik dla dzieci, boiska do siatkówki, plac zabaw, obiekty gastronomiczne oraz zjeżdżalnia wodna. Obiekt czynny jest w trakcie trwania wakacji letnich. W pozostałych miesiącach służy mieszkańcom osiedla jako miejsce spacerów i rekreacji.

## Transport
Przez dzielnicę przebiega ul. Toszecka − droga wojewódzka nr 901, łącząca między innymi Pyskowice z Gliwicami, oraz droga krajowa nr 88.
Na terenie dzielnicy znajduje się pętla autobusowa Osiedle Kopernika Pętla obsługiwana przez autobusy PKM Gliwice. Dzielnica posiada bezpośrednie połączenia autobusowe z dzielnicami: Szobiszowice, Śródmieście, Centrum, Łabędy, Stare Gliwice, Sośnica, Trynek, Sikornik, Czechowice, Brzezinka oraz do miast ościennych: Zabrza, Pyskowic i Knurowa.  
Na terenie dzielnicy znajduje się również Międzynarodowy Dworzec Autobusowy obsługiwany przez firmę Sindbad, której autokary wyjeżdżają codziennie w kierunku m.in. Niemiec, Francji, Ukrainy, Hiszpanii, Belgii, Holandii, Szwajcarii. 
Przez teren dzielnicy biegnie międzynarodowa linia kolejowa E30, w niedalekiej odległości znajduje się również stacja towarowa Gliwice Port oraz stacja osobowa Gliwice Łabędy.  